# Анджей Богомолець
Анджей Богомолець (пол. Andrzej Bohomolec; * 9 листопада 1900, Латвія — † 12 грудня 1988, Едмонтон, Альберта, Канада) — польський улан, мореплавець і письменник. Перший поляк, який перетнув Атлантичний океан на вітрильній яхті.

## Походження
Належить до «вітебської» гілки роду Богомольців гербу «Богорія».
Правнук Ромуальда Богомольця (1763–1840), вахмістра лейб-гвардії Кінного полку, градоначальника Вітебська, губернського маршалка.
По лінії дружини прадіда Анджей був нащадком давнього (з XIII ст.) ливонського баронського роду фон Фелькерзам.
По матері, Кароліні (Шарлотті) Сенкевич, був родичем польського письменника Генрика Сенкевича (1846–1916).

## Біографія
Народився 9 листопада 1900 в маєтку Горікольн Режицького повіту Вітебської губернії (нині Латвія). Батько — Філіп Богомолець (1865—1926), багатий молокопромисловець і домовласник, разом зі своїм братом Михайлом володів доходними домами в Петербурзі. Мати — Кароліна Сенкевич, правнучка учасника Листопадового повстання (1830—1831).

### Військова служба

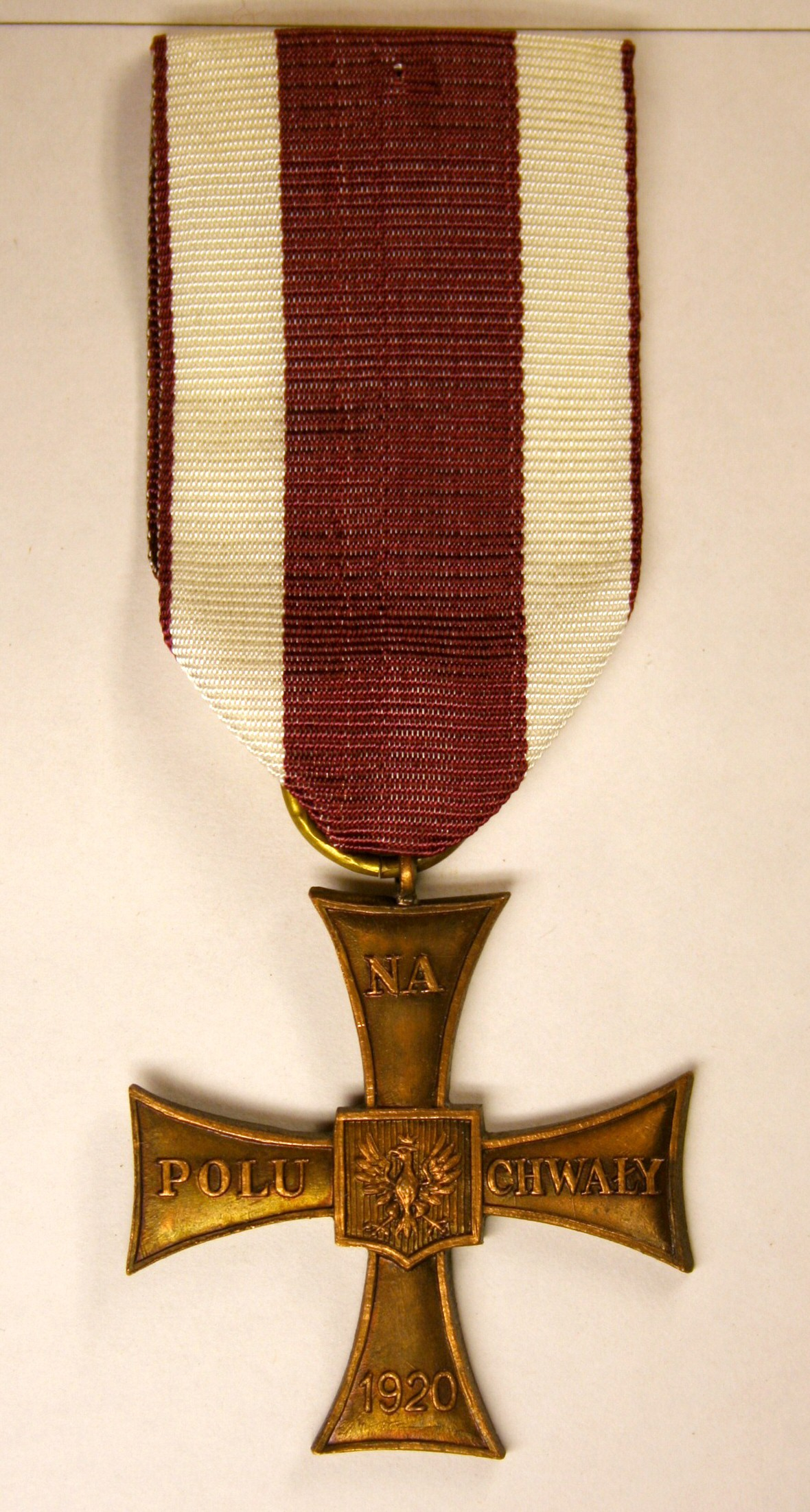
Польський орден «Хрест відважних»

Був високого зросту — майже 2 метри. Під час Першої світової війни (в липні 1918), не маючи іще повних 18 років, вступив в уланський полк польської Добровольчої армії генерала Юзефа Галлера.
У серпні 1920 брав участь у боях за Варшаву («Чудо над Віслою»), інших боях польсько-радянської війни 1920.
За мужність у війні був нагороджений орденом «Хрест відважних». Цей орден був заснований маршалом Юзефом Пілсудським за два дні до початку Варшавської операції, тож Анджей Богомолець був одним із перших нагороджених.
Крім «Хреста відважних», відзначений також французької Пам'ятною медаллю про Першу світову війну і Міжальянсовою медаллю.
Після війни кілька років служив поручником у 1-му Креховецькому уланському полку, розквартированому в Білостоку і Августові, згодом — у 26-му Великопольському уланському полку.

### Мореплавство
Ще перебуваючи на військовій службі, захопився яхтовим спортом. Плавав із Маріушем Заруським, відомим польським яхтсменом, командиром 11 уланського полку, талановитим письменником. Плаваючи з Заруським, познайомився з Яном Вітковським і Єжи Свєховським — майбутніми членами екіпажу яхти «Даль» (Dal), на якій вони в 1933–1934 перетнули Атлантичний океан. Богомолець і його друзі були першими поляками, яким вдалося це зробити.
Яхта «Даль» була мало пристосована для великих океанських подорожей (довжина 8,5 м, водотоннажність 4,5 т, парусність 45 м²). Опинившись у центрі циклону, судно втратило щоглу. Екіпаж зимував на Бермудських островах. Перезимувавши і відремонтувавши «Даль», мандрівники продовжили плавання, але вже вдвох — Богомолець і Свєховскій (Вітковський повернувся до Польщі).

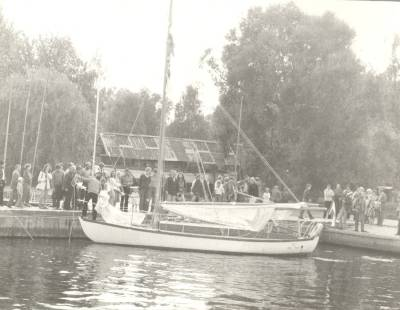
Яхта «Даль» Анджея Богомольця після прибуття до Польщі. Щецин, 1980. Фото Войцєха Якобсона. Zeszyty Żeglarskie, 23 серпня 2005 р.

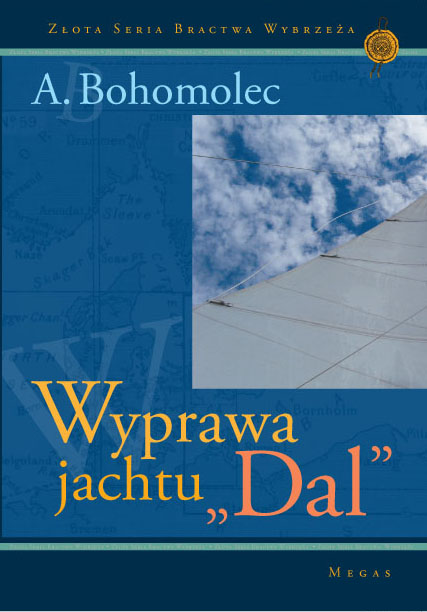
Книга Анджея Богомольця «Подорож на яхті „Даль“»

Вони дісталися Нью-Йорка, а звідти яхта, супроводжувана захопленої публікою, особливо американцями польського походження, попрямувала до Великих Озер і до Чикаго на Всесвітню виставку.
Про цю виправу Анджей Богомолець написав книгу «Подорож на яхті „Даль“». Вона витримала кілька перевидань і вважається й понині настільною книгою кожного яхтсмена.
Яхта «Даль» по закінченні подорожі залишилася в Чикаго. Анджей Богомолець (власник яхти) продав її за 1623 долара тамтешній польській громаді. Хоча яхта коштувала дорожче, але Богомолець хотів, щоб вона залишилася в США як символ Польщі — морської держави. Якийсь час вона стояла там у Морському музеї, потім була видалена з експозиції і лише в серпні 1980 року її перевезена до Гдині, звідки свого часу вона вийшла в похід. Нині яхта перебуває в Центральному морському музеї міста Гданська.
Через 1,5 роки після подорожі Анджей Богомолець залишив військову службу.
1936—1939 — працював тимчасовим повіреним у справах Польщі в Шанхаї. Там його застала Друга світова війна.

### Участь у Другій світовій війні
У Другу світову Богомолець воював добровольцем у складі Польських Збройних Сил (Polskich Sił Zbrojnych) у Франції (1940), після капітуляції французької армії опинився у Великій Британії (за деякими даними, служив у британській розвідці, за іншими — в британських командос командиром підрозділу). Воював під Тобруком (Лівія, 1942), де був важко поранений. Після одужання брав участь у боях в Італії (1943) і за визволення Парижу (1944) під командою генерала Владислава Андерса.
За мужність у війні проти гітлерівців удостоєний найвищої нагороди Франції — ордену Почесного Легіону.
Після війни емігрував до Канади, де до кінця свого життя мешкав у провінції Альберта.

### Життя на еміграції
17 жовтня 1962 року Королева Англії Єлизавета ІІ присвоїла підполковнику Анджею Богомольцю звання почесного полковника (Honorary Lieutenant Colonel) 19-го драгунського полку провінції Альберта (19th Alberta Dragoons).
Колишній кавалерійський офіцер володів великим ранчо (майже 65 га), яке часто відвідували офіцери полку. Це ранчо потім належало різним власникам, останні з яких передали його державі. Тепер там національний заповідник Bohomolec Ranch.
Анджей Богомолець активно цікавився подіями на Батьківщині. Пам'ятав, до речі, не лише про своє польське, а й про білоруське походження. 1954 року подарував лондонському «Дому Марії» (Marian House), де збиралися білоруські національні емігрантські об'єднання, ікону-деісіс «Святі заступники білоруського народу»(автор — українська художниця Ірина Коростовець). На ній зображені Ісус Христос, Діва Марія, Іван Хреститель і 5 білоруських святих. Серед цих п'ятьох — Йосафат Кунцевич, полоцький греко-католицький архієпископ, убитий під час зіткнень між православними і греко-католиками у Вітебську в 1623 році. 2 серпня 1954 ікону освятив архієпископ Вільям Годфрі.
Подарунок Анджея Богомольця викликав негативну реакцію у деяких представників білоруської діаспори в Лондоні. Зав'язалася полеміка в емігрантській пресі. У відповідь титулярний єпископ Маріанський Чеслав Сіповіч написав статтю "Лев Сапіга і св. Йосафат ", в якій виклав свій погляд на особистість Й.Кунцевича та його діяльність.
Нині ікону розміщено за вівтарем каплиці святих Петра і Павла в Marian House.
Анджей Богомолець надавав фінансову підтримку лідеру профспілкового об'єднання «Солідарність» Леху Валенсі.
По поверненню яхти «Даль» до Польщі Богомолець заснував у Гданську каплицю для моряків (Kaplica Ludzi Morza) при костьолі Святої Марії. Каплицю прикрашає гравюра з зображенням яхти «Даль» та написом «Матері Божій, покровительці далеких морів і океанів, каплицю цю заклав моряк-вітрильник Анджей Богомолець» (Matce Bożej, patronce dalekich mórz i oceanów, kaplicę tę ufundował żeglarz Andrzej Bohomolec).

## Сім'я, рідні
За деякими даними, був одружений двічі; одна з дружин мала ім'я Андреа, інша — Корнелія. Докладніше про його сім'ю і нащадків наразі невідомо.
Старша сестра Анджея Богомольця, Адель-Марія-Кароліна Богомолець (1897—1997), була одружена з істориком і правником Владиславом Желенським гербу «Цьолек» (1903—2006), онуком відомого польського композитора того ж імені, племінником відомого письменника Тадеуша Бой-Желенського (1874–1941), розстріляного нацистами у Львові. Служачи прокурором у Варшавському окружному суді, Владислав Желенський 1935 року виступав як представник звинувачення у процесі про вбивство українськими націоналістами міністра внутрішніх справ Польщі Броніслава Перацького (на лаві підсудних тоді був, зокрема, Степан Бандера).
Адель-Марія-Кароліна Богомолець разом із чоловіком брала участь у русі опору проти нацистів. Після війни подружжя було інтерноване, а відтак залишилося у Франції.
Желенські довгий час товаришували з відомим польським гуманістом Єжи Ґедройцєм. Владислав друкував свої публіцистичні нотатки в журналі Ґедройця Kultura. Він поділяв погляди останнього на необхідність польсько-українського примирення.
Інша старша сестра — Марія-Кароліна-Рене Богомолець (1899-?) — була однією з перших польських спортивних льотчиць.

## Читайте також
- Богомольці
- Маріуш Заруський
- Тадеуш Бой-Желенський